# Anonconotus alpinus
Espèce
Anonconotus alpinus, la decticelle montagnarde ou analote des Alpes, est une espèce de sauterelles de la famille des Tettigoniidae.

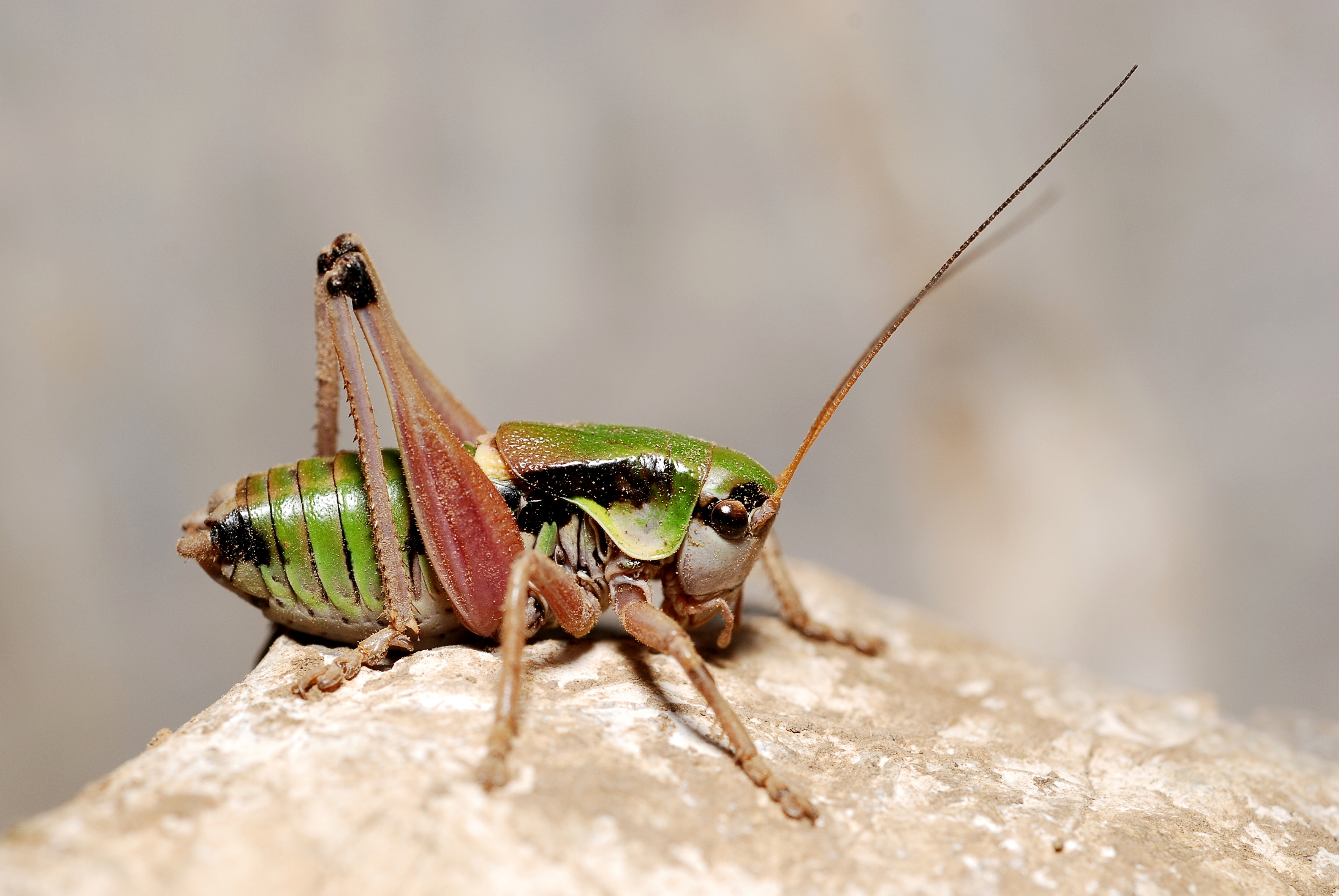
Anonconotus alpinus - mâle.

## Distribution
Régions alpines de France et d'Italie.